# 愛知県公安委員会
愛知県公安委員会（あいちけんこうあんいいんかい）は、愛知県警察を管理するため愛知県知事所轄の下に設置される行政委員会である。5人の委員で組織される。事務は愛知県警察本部総務部が補佐し、所在地は名古屋市中区三の丸二丁目1番1号である。

## 委員
2024年（令和4年）10月11日現在
委員長
- 藤森利雄（名港海運代表取締役会長）

委員長代行
- 中尾友紀（日本女子大学人間社会学部教授）

委員
- 尾堂真一（日本特殊陶業代表取締役会長）
- 増井敬二（トヨタ車体取締役会長）
- 齋藤勉（弁護士）

（尾堂、齋藤は名古屋市長が推薦したもの（警察法39条1項））

## 下部組織
- 愛知県警察